# Vở

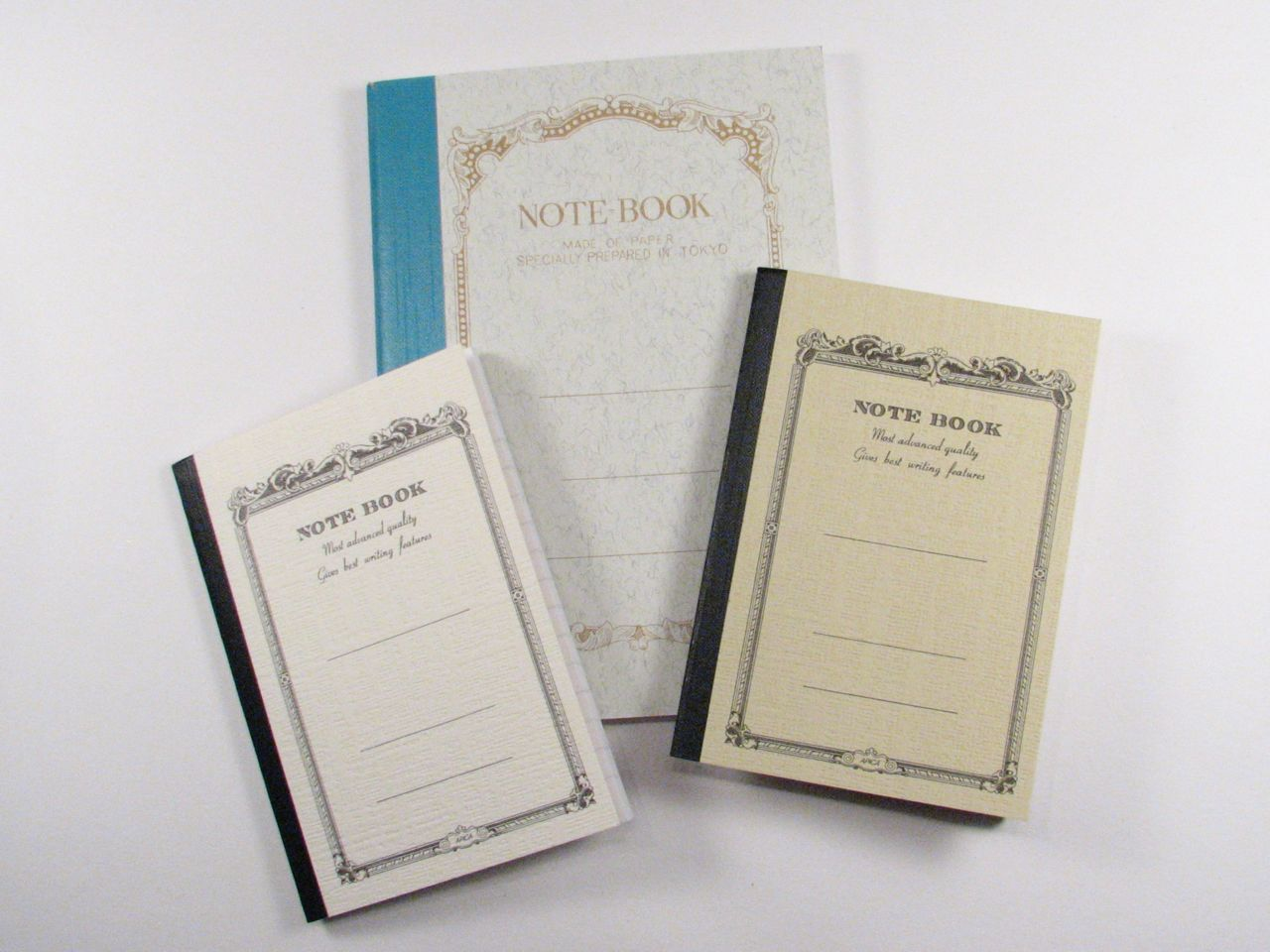
Những mẫu vở điển hình

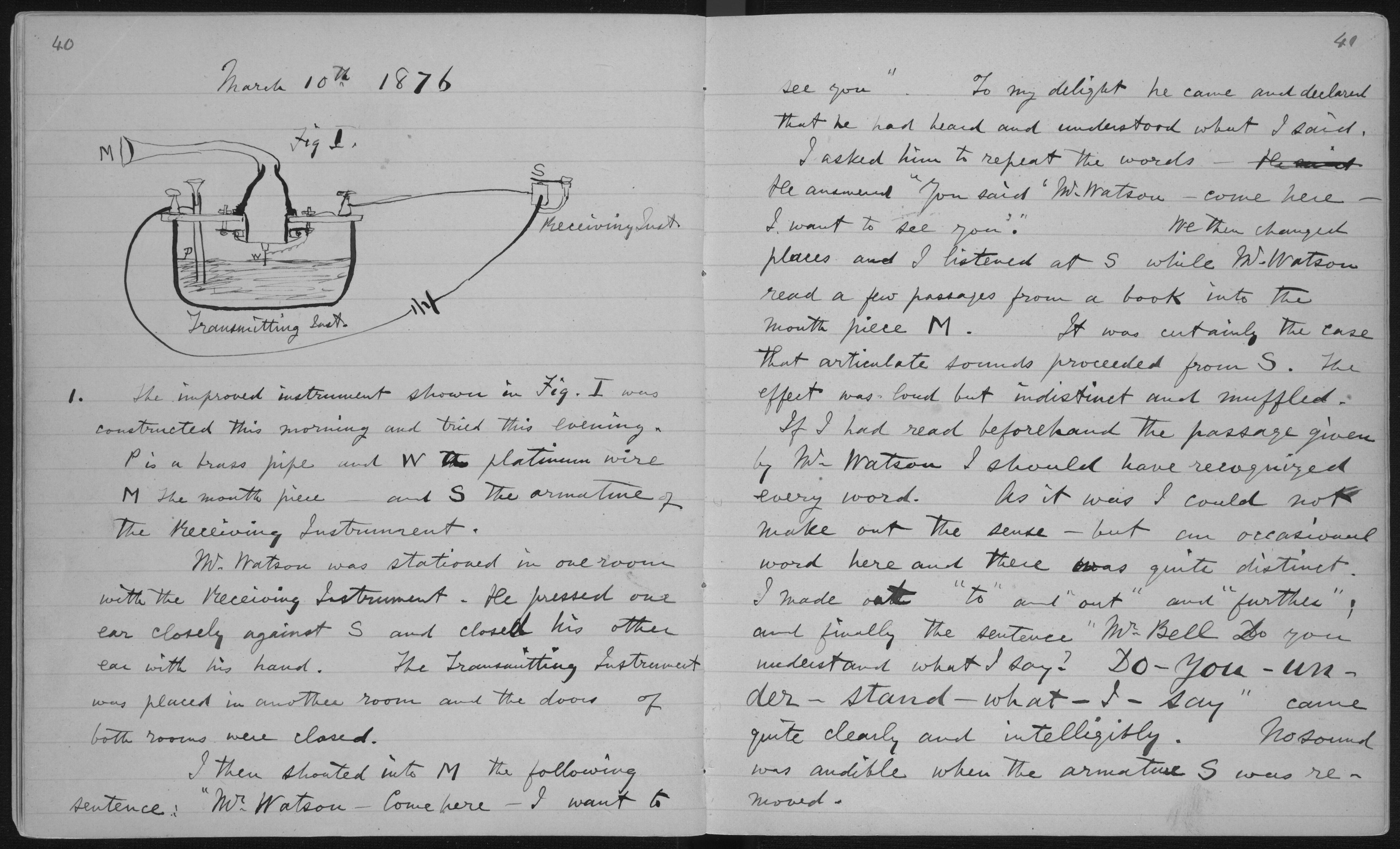
Vở đã có chữ được ghi lên trên.

Vở, hay còn gọi là vở ghi, vở viết, tập viết, sổ tay, tập vở, tập là tập giấy được đóng lại dùng để viết lên bằng các loại bút khác nhau. Vở thường có bìa bọc ngoài để bảo vệ kèm theo các tranh ảnh để tăng sức hấp dẫn với khách hàng.
Vở có thường có màu giấy trắng/màu nhạt (vàng) để viết và vẽ lên trên. Vở thường dùng để viết nhật ký, vẽ hoặc ghi chép/ghi chú. Ngoài ra, vở đã sử dụng còn có thể tái sử dụng lại.
Vở có thể được phân biệt theo nhiều loại:
- Kích thước
- Giấy ghi chép (giấy kẻ ô li, giấy có vạch dòng)
- Công dụng

Hiện nay, người dùng thường có thể mua được các loại vở khác nhau tại cách tiệm sách/tạp hóa như: vở kẻ ô ly, vở dòng kẻ ngang (có chấm), vở khổ các loại, vở nhật ký, vở vẽ, vở chép nhạc, vở ghi chú, vở lên kế hoạch (plan notebook)...
Ở Việt Nam, vở kẻ ô ly và vở dòng kẻ ngang (có chấm) thường là phổ biến và được nhiều người sử dụng nhất.